# Останній з найкращих
Останній з найкращих (англ. The Last of the Finest) — американський бойовик 1990 року.

## Синопсис
Чотирьох поліцейських звільняють за надмірно завзяте ставлення до служби. З'ясовується, що хтось з їх начальників має відношення до обороту наркотиків. Колишні поліцейські об'єднуються щоб почати боротьбу проти наркообігу, однак цей шлях буде дуже важким.

## У ролях
- Браян Деннегі — Френк Дейлі
- Джо Пантоліано — Вейн Гросс
- Джефф Фейгі — Ріккі Родрігес
- Білл Пекстон — Говард «Годжо» Джонс
- Майкл С. Гвін — Ентоні Ріс
- Генрі Столоу — Стент
- Гай Бойд — Р.Дж. Норрінджер
- Генрі Дерроу — капітан Джо Торрес
- Дж. Кеннет Кемпбелл — Калверт
- Деборра-Лі Фернесс — Лінда Дейлі
- Ліза Джейн Перскі — Гаррієт Гросс
- Патрісія Кліппер — Роуз
- Мішель Літтл — Аніта
- Сюзанна Келлі — дитмна Дейлі
- Шейла Келлі — дитина Дейлі
- Міка Роу — Джастін Дейлі
- Джої Райт — Джиммі Грін
- Джорджі Пол — Мірна
- Джон Фіннеган — Томмі Гроган
- Рон Кенада — Крейган
- Майкл Штрассер — Маккейд
- Ксандер Берклі — Швидкий Едді
- Памела Гідлі — гейлі